# Романов, Борис Дмитриевич
Борис Дмитриевич Романов (1924—1980) — капитан Советской Армии, участник Великой Отечественной войны, Герой Советского Союза (1944).

## Биография
Борис Романов родился 15 апреля 1924 года в селе Полотняный Завод (ныне — Дзержинский район Калужской области). После окончания семи классов школы учился в Калужском педагогическом училище. В начале Великой Отечественной войны оказался в оккупации, после освобождения в марте 1942 года Романов был призван на службу в Рабоче-крестьянскую Красную Армию и направлен на фронт.
К июню 1944 года сержант Борис Романов командовал орудием 755-го стрелкового полка 217-й стрелковой дивизии 48-й армии 1-го Белорусского фронта. Отличился во время освобождения Могилёвской области Белорусской ССР. 30 июня 1944 года в бою у деревни Малые Горошки Осиповичского района расчёт Романова, ведя огонь прямой наводкой, уничтожил 2 танка, 4 БТР, 1 автомашину, 2 повозки, около сотни немецких солдат и офицеров. В критический момент боя артиллеристы Романова вступили в рукопашную схватку, уничтожив 15 солдат противника. В результате того боя 50 вражеских солдат и офицеров сдались в плен.
Указом Президиума Верховного Совета СССР от 22 августа 1944 года за «мужество, отвагу и героизм, проявленные в борьбе с немецкими захватчиками» сержанту Борис Романов был удостоен высокого звания Героя Советского Союза с вручением ордена Ленина и медали «Золотая Звезда» за номером 3089.
После окончания войны Романов продолжил службу в Советской Армии. В 1947 году он окончил Саратовское танковое училище, в 1956 году — курсы усовершенствования офицерского состава. В 1962 году в звании капитана Романов был уволен в запас. Проживал и работал в Калуге. Скончался 7 августа 1980 года, похоронен на Пятницком кладбище.
Был также награждён рядом медалей, в том числе «За победу над Германией в Великой Отечественной войне 1941—1945 гг.».